# Olympische Jugend-Winterspiele 2016/Teilnehmer (Zypern)
| Gelbes Symbol für Goldmedaillen mit stilisierten Olympischen Ringen | Graues Symbol für Silbermedaillen mit stilisierten Olympischen Ringen | Braundes Symbol für Bronzemedaillen mit stilisierten Olympischen Ringen |
| ------------------------------------------------------------------- | --------------------------------------------------------------------- | ----------------------------------------------------------------------- |
| —                                                                   | —                                                                     | —                                                                       |

Zypern nahm an den Olympischen Jugend-Winterspielen 2016 in Lillehammer mit einer Athletin in einer Sportart teil.

## Sportarten

### Ski Alpin
| Mädchen        |              |             |     |                    |                    |                    |                    |
| Andriani Pieri | Riesenslalom | DNS         | DNS | nicht qualifiziert | nicht qualifiziert | nicht qualifiziert | nicht qualifiziert |
| Andriani Pieri | Slalom       | 1:15,96 min | 38  | 1:10,71 min        | 32                 | 2:26,67 min        | 32                 |